# 陷脉悬钩子
陷脉悬钩子（学名：Rubus impressinervius）是蔷薇科悬钩子属的植物，是中国的特有植物。分布于中国大陆的湖南、广东、江西、福建、浙江等地，生长于海拔700米至1,500米的地区，多生长在山谷密林下、草丛和潮湿地区，目前尚未由人工引种栽培。